# Platylabus erythrocoxa
Platylabus erythrocoxa är en stekelart som beskrevs av Heinrich 1962. Platylabus erythrocoxa ingår i släktet Platylabus och familjen brokparasitsteklar. Inga underarter finns listade i Catalogue of Life.